# Neath Football Club
Maillots
Dernière mise à jour : 22 juin 2011.
Neath Football Club est un ancien club de football professionnel gallois basé dans la ville de Neath. Le club jouait dans le Championnat du pays de Galles de football.
Le club a été formé en 2005 par la fusion de deux clubs de la ville le Neath FC et le Skewen Athletic. Sa première appellation fut Neath Athletic Association Football Club. Le club nouvellement créé a été admis dans la Welsh Football League First Division où il joue pendant deux années avant d’être promu en Welsh Premier League.

## Histoire

### 2005-2010: les débuts d'un club ambitieux
Le club est fondé en 2005 sous le nom de Neath Athletic par la fusion de deux clubs : le Neath F.C. et le Skewen Athletic. Le but désiré est de proposer une équipe plus compétitive, pouvant s’aligner à courte échéance dans l’élite du championnat gallois.

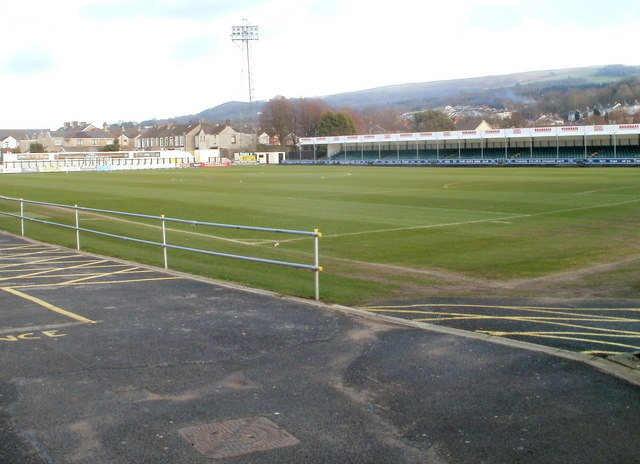
The Gnoll.

Engagé lors de sa première année dans l’équivalent de la deuxième division galloise, la  Welsh Football League Division One, le nouveau club joue dans le stade de Llandarcy Park. Il termine la saison à une deuxième place inespérée, derrière Goytre United. Comme ce club décline la promotion en Welsh Premier League, Neath Athletic pose sa candidature. La Ligue galloise de football lui refuse cette possibilité pour des raisons économiques, le Neath FC ne répondant pas aux critères minimums du championnat, en particulier en ce qui concerne le stade qui n’est pas aux normes.
Pendant la saison 2006-2007, Neath améliore encore son résultat sportif en remportant la division. Cette fois-ci, le club a préparé de façon plus précise sa candidature en faisant des travaux au Llandarcy Park afin de le faire entrer dans les normes nécessaires pour pouvoir jouer dans l’élite. Le Neath Athletic est cette fois-ci accepté dans l’élite et réalise pour sa première saison un beau parcours en terminant à la septième place.
Pendant l’été 2008, le club entre en négociation avec le club de rugby du Neath RFC pour utiliser de façon conjointe leur stade, The Gnoll. Avec ce déménagement, le club décide aussi de changer de nom devenant Neath FC. Après le premier match à The Gnoll joué contre Swansea City qui, lui, dispute le championnat d’Angleterre de deuxième division, les deux clubs annoncent la mise en place d’une collaboration sportive. Ce partenariat prévoit l’échange de joueurs entre les deux équipes. Les premiers footballeurs qui rejoignent Neath sont Kyle Graves, Dion Chambers et Kerry Morgan.

### 2010-2012: découverte des compétitions européennes
La saison 2010-2011 est la meilleure que réalise le club qui termine à la troisième place et se qualifie pour la Ligue Europa. Par deux fois consécutives, Neath goûte aux compétitions européennes. Mais on apprend en mars 2012 que le club rencontre des difficultés financières et, le mois suivant, se voit interdire l'accès aux play-offs qualificatives pour la Ligue Europa, le stade ne répondant pas aux normes de la FAW et de l'UEFA, en conséquence de quoi Neath est relégué en deuxième division,.

### 2012: la chute en plein vol
En mai 2012, le club disparaît.

### Bilan saison par saison
Le tableau ci-dessous présente le bilan du Neath FC saison après saison et montre la progression sportive de l'équipe depuis sa fondation en 2005 à sa 3e place en Welsh Premier League en 2011.
|           | I  | II | Points | Journées | V  | N  | D  | b.p. | b.c. | Diff. |
| 2011-2012 | 3  |    | 62 pts | 32       | 18 | 8  | 6  | 60   | 36   | +24   |
| 2010-2011 | 3  |    | 58 pts | 32       | 16 | 10 | 6  | 62   | 41   | +21   |
| 2009-2010 | 9  |    | 47 pts | 34       | 12 | 11 | 11 | 41   | 38   | +3    |
| 2008-2009 | 14 |    | 34 pts | 34       | 10 | 4  | 20 | 43   | 65   | -22   |
| 2007-2008 | 7  |    | 54 pts | 34       | 15 | 9  | 10 | 57   | 52   | +5    |
| 2006-2007 |    | 1  | 92 pts | 36       | 29 | 5  | 2  | 100  | 32   | +68   |
| 2005-2006 |    | 2  | 73 pts | 34       | 22 | 7  | 5  | 76   | 32   | +44   |

Légende :
- I / II / III : division jouée
- V / N / D : victoires / matchs nuls / défaites
- b.p. / b.c. : buts pour / buts contre
- Diff : différence de buts
- Champion du pays de Galles
- Promotion dans le championnat hiérarchiquement supérieur
- Relégation dans le championnat hiérarchiquement inférieur

## Participations européennes
| Compétition               | Matchs joués | Victoires | Matchs nuls | Défaites | Buts pour | Buts contre |
| ------------------------- | ------------ | --------- | ----------- | -------- | --------- | ----------- |
| Ligue des champions       | 0            | 0         | 0           | 0        | 0         | 0           |
| Coupe UEFA / Ligue Europa | 2            | 0         | 0           | 2        | 1         | 6           |
| Total compétitions UEFA   | 2            | 0         | 0           | 2        | 1         | 6           |

Le 21 mai 2011, après avoir terminé son championnat à la 3e place et battu Prestatyn Town en finale play-off de la Ligue Europa, Neath se qualifie pour la première fois de son histoire pour une coupe européenne. Le 30 juin 2011, l'équipe joue son premier match européen sur le terrain de l'Aalesunds FK (Norvège) mais est battu 1-4, malgré l'ouverture du score par Lee Trundle. Au retour, Neath est à nouveau battu, cette fois sur le score de 0-2, sur la pelouse du Parc y Scarlets de Llanelli.

## Joueurs et personnages du club

### Entraîneurs du club
De sa fondation à 2011, le Neath Football Club n'a connu qu'un seul entraîneur, Andrew Dyer, qui était déjà entraîneur de Skewen Athletic qu'il fit monter en deuxième division. Mais le 31 mai 2011, le club se sépare de son entraîneur et nomme à sa place Terry Boyle, assisté de l'ancien international gallois Peter Nicholas. Celui-ci ne reste en poste que quelques mois et, le 15 novembre 2011, Kristian O'Leary devient joueur-entraîneur.
| Nom                        | Période                      |
| -------------------------- | ---------------------------- |
| Andrew Dyer                | 2005-31 mai 2011             |
| Terry Boyle Peter Nicholas | 31 mai 2011-15 novembre 2011 |
| Kristian O'Leary           | 15 novembre 2011-            |

### Joueurs emblématiques

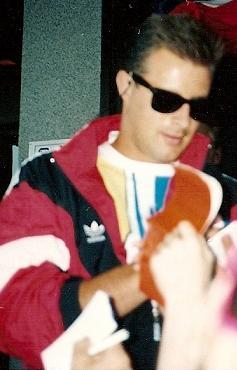
Clayton Blackmore.

Le Hall of Fame de Neath contient les noms de trois joueurs ayant porté les couleurs du club. Le premier d'entre eux est Carl Shaw. Ce joueur a rejoint Neath en 1995 et a fait partie des équipes successives de Neath, sous leurs noms différents : BP, AFC Neath et aujourd'hui Neath FC. Il est le détenteur du nombre de matchs joués par Neath (plus de 350) si l'on additionne les matchs joués dans les diverses équipes de Neath. Il entre au Hall of Fame en 2008.
Le deuxième membre du Hall of Fame de Neath est Clayton Blackmore. Né à Neath même en 1964, ce défenseur international gallois (39 sélections) a porté les couleurs de grands clubs anglais, comme Manchester United et Middlesbrough. Il signe à Neath en janvier 2008, dans ce qui sera son dernier club, expérience dont le joueur se dit fier.
Le troisième joueur ayant eu le privilège de figurer au Hall of Fame de Neath fait toujours partie de l'équipe. Il s'agit d'Andrew Hill. Après avoir joué à Llanelli, il arrive à Neath dans l'équipe de Skewen en 2002 et en devient capitaine. Au total, entre Skewen et Neath FC, il compte plus de 250 matchs. Il est aussi l'auteur du but victorieux lors du match Neath-Prestatyn Town qui qualifie son équipe pour sa première campagne européenne pour l'été 2011.

## Structures du club

### Stade
L'équipe de Neath FC joue ses matchs à domicile dans le stade de The Gnoll (Y Gnol en gallois). Ce stade, situé Gnoll Park Road, qui accueille aussi des rencontres de rugby et de cricket, a une capacité de 3 000 places mais ne compte que 1 800 places assises. On peut y accéder via une station de train située à 800 mètres. L'accès au stade revient à 7 £ (5 pour les tarifs réduits).
Son affluence record en championnat du pays de Galles a été enregistrée le 21 mai 2011. Ce jour, 988 personnes ont assisté à la rencontre opposant Neath au Prestatyn Town FC.